# Пирамидальный
Пирамидальный  — посёлок в Николаевском районе Волгоградской области России. Входит в состав Совхозского сельского поселения.

## История
В 1966 г. Указом Президиума ВС РСФСР посёлок фермы № 3 совхоза «Николаевский» Совхозного сельсовета переименован в Пирамидальный.
В соответствии с решением Волгоградского облисполкома от 17 мая 1978 года № 10/382 «О некоторых изменениях в административно-территориальном делении области» населенные пункты, имеющие служебное и временное значение — посёлки ОТФ № 7, 8, МТФ № 1, 3, 5 совхоза «Николаевский», были приписаны к постоянному населённому пункту — к пос. Пирамидальный.
В соответствии с Законом Волгоградской области от 14 февраля 2005 года № 1005-ОД посёлок вошёл в состав образованного Совхозского сельского поселения.

## Население
| 2010 |
| ---- |
| 23   |

## Инфраструктура
Было развито сельское хозяйство. Действовала ферма совхоза «Николаевский».
Ведется газификация хутора. Строительство газопровода в п. Пирамидальный включено в областную целевую программу «Газификация Волгоградской области на 2013—2017 годы»